# Dhātu
Dhātu (Sanskrit: धातु) bedeutet mitunter so viel wie Element oder Bestandteil eines Ganzen. Ihre Analyse im Buddhismus umfasst unter anderem Phänomene, die auf Abhängigkeit beruhen.

## Vier Dhātu
Die vier Dhātu oder auch vier Elemente (Erde, Wasser, Feuer und Wind) genannt, bilden nach buddhistischer Terminologie die körperlichen Gestaltungen.

## Achtzehn Dhātu
Im Buddhismus von zentraler Bedeutung sind die achtzehn Dhātu bzw. achtzehn Elemente, da sie die Grundlage der Gefühle bilden. Sie setzen sich aus den fünf Sinnesorganen und dem Geist, die mit den sechs äußeren Objekten in Verbindung stehen und dem jeweils daraus resultierenden Bewusstsein zusammen:
- Auge (cakkhudhātu), Sehobjekt (rūpadhātu), Sehbewusstsein (cakkhuviññānadhātu)
- Ohr (sotadhātu), Hörobjekt (saddhadhātu), Hörbewusstsein (sotaviññānadhātu)
- Nase (ghānadhātu), Riechobjekt (ghandhadhātu), Riechbewusstsein (ghānaviññānadhātu)
- Zunge (jivhādhātu), Schmeckobjekt (rasadhātu), Schmeckbewusstsein (jivhāviññānadhātu)
- Körper (kāyadhātu), Körperberührung (potthabhadhātu), Körperbewusstsein (kāyaviññānadhātu)
- Geist (manodhātu), geistiges Objekt (dhammadhātu), Geistbewusstsein (manoviññānadhātu)[6]